# Janikowice (powiat krakowski)
Janikowice – wieś w Polsce położona w województwie małopolskim, w powiecie krakowskim, w gminie Słomniki.
W latach 1975–1998 miejscowość należała administracyjnie do województwa krakowskiego.

Integralne części miejscowości: Gąsawy, Gęsi Rynek, Gościniec, Stara Wieś.